# Peny (Oblast de Kursk)
Peny (ruso: Пе́ны) es un asentamiento rural (selsovet) y pueblo (seló) de Rusia, perteneciente al raión de Bélaya de la óblast de Kursk.
En 2021, el territorio del selsovet tenía una población de 764 habitantes, casi todos los cuales vivían en el propio pueblo. El término municipal incluye una pequeña pedanía casi despoblada, el jútor de Kúrochkino.

## Ubicación
El pueblo está ubicado a orillas de un afluente del río Psiol (en ucraniano: Псел; en ruso: Псёл). El Río Psiol discurre por las naciones de Ucrania y Rusia, y desemboca en el río Dniéper, cerca de la ciudad ucraniana de Kremenchuk, en el Óblast de Poltava.

## Calles
Las calles del pueblo son: Bazarnaja, Gora, Gorodok, Grinkovka, Dibrowa, Donets, Drozdovka, Żurawlewka, Zagorodniewka, Zagriebla, Zajcy, Zarudka, Zujewka, Kirova, Osniagi, Ponizovka, Popovka, Sipijovka, Sokolowa, Tumanovka.

## Clima
El pueblo tiene un clima continental templado de verano templado (Dfb según la clasificación climática de Köppen).

## Edificios interesantes
- Centro cultural.
- Escuela secundaria.
- Iglesia del Bautismo del Señor (1878).
- Iglesia de la Ascensión del Señor (1917).